# 空軍警備隊

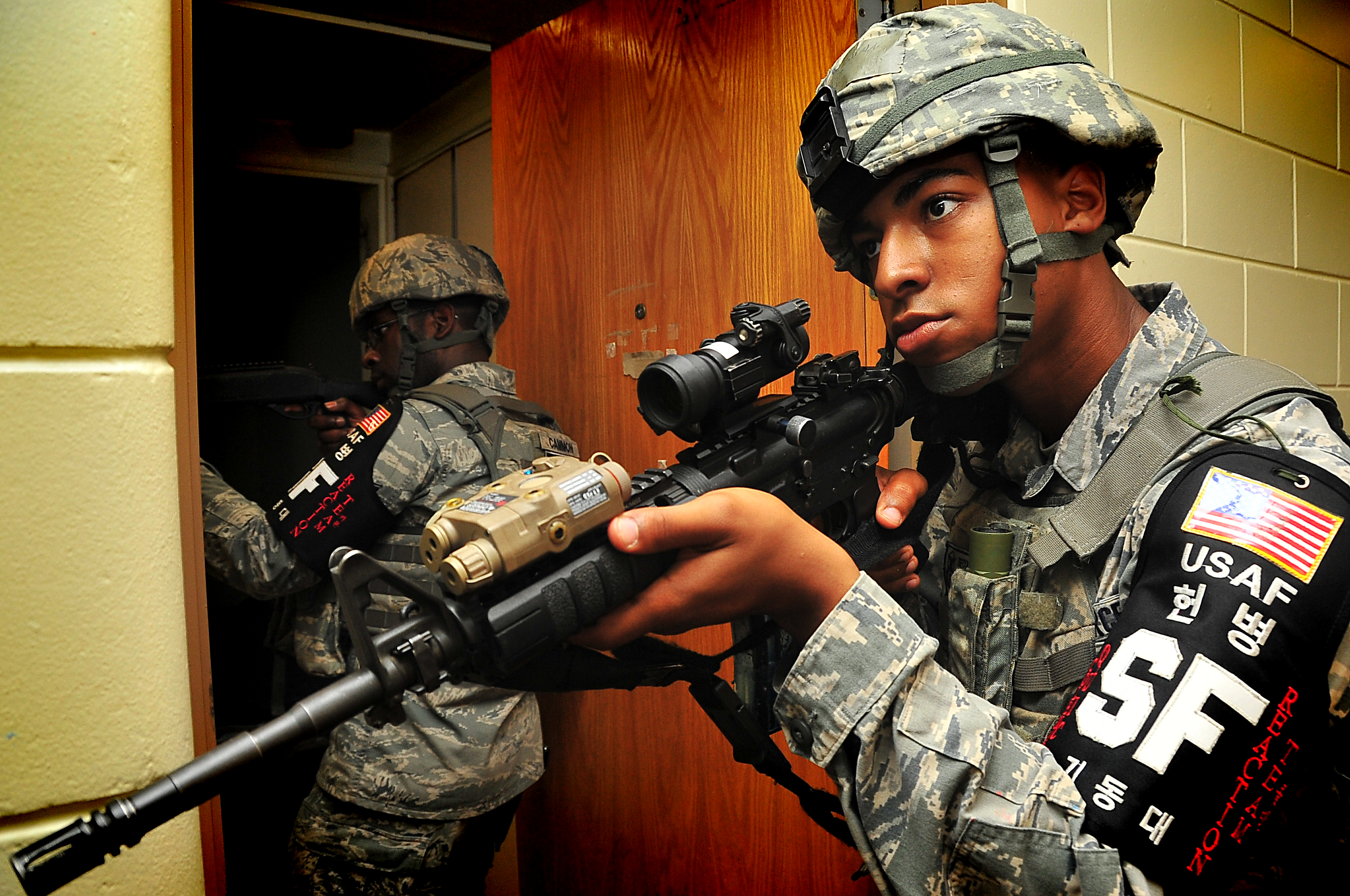
韓国・烏山空軍基地で勤務する空軍警備隊員。ハングルで「憲兵」（헌병）と記された腕章を着用している。

空軍警備隊（くうぐんけいびたい Air Force Security Forces, SF）はアメリカ空軍における地上警備兵力。空軍における職種の一つであり、憲兵でもある。

## 概要
アメリカ空軍の基地施設・重要地点などの警備・防護を行なう兵力である。機密保護や人員防護も担当している。
地上戦闘要員で構成された部隊であり、軍用機の運用などは原則として行なっていない。小火器で武装しており、拳銃のほか、M4カービンやブローニングM2重機関銃、グレネードランチャーを装備している。近接格闘術や人質救出手法なども訓練されている。
核弾頭の陸上輸送時の警備も行う。
空軍警備隊員の制服は、戦闘服、ボディアーマー、濃青色ベレー帽または迷彩帽で構成される。また、ジャケットの左肩にある「SF」と印字されたパッチをベルクロで留めている。
平時の基地のみならず、戦時には前線基地へも展開し、イラクやアフガニスタンにも派遣されている。憲兵業務としては、基地内の法律執行業務や交通統制の実施、更には空軍特別捜査局とともに軍内の犯罪捜査にあたる。